# إيفان يوفانوفيتش (لاعب كرة قدم)
إيفان يوفانوفيتش (1 ديسمبر 1978 بليسكوفاتس في صربيا - ) هو لاعب كرة قدم صربي في مركز الوسط. لعب مع راد بيوغراد وشانغهاي غرينلاند شينهوا ونادي أو إف كيه بيوغراد ونادي رابوتنيتشكي ونادي فاردار ونادي لوكيرين ونادي هبوعيل بئر السبع ونادي أوبليتش ونادي زيمون ونادي فودوفاك ‏ وسينجليتش بلغراد ‏ وAEP Paphos FC ‏ ونادي سميديريفو ‏ ونادي دوبوسيكا وبوراتس تشاتشاك ‏.

## وصلات خارجية
- إيفان يوفانوفيتش على موقع قاعدة بيانات كرة القدم.إي يو (الإنجليزية)
- إيفان يوفانوفيتش على موقع Soccerway.com (الإنجليزية)
- إيفان يوفانوفيتش على موقع عالم كرة القدم.نت (الإنجليزية)